# Pernand-Vergelesses
Pour l’article homonyme, voir Pernand-vergelesses (AOC).
Pernand-Vergelesses est une commune française située dans le département de la Côte-d'Or, en région Bourgogne-Franche-Comté.

## Géographie

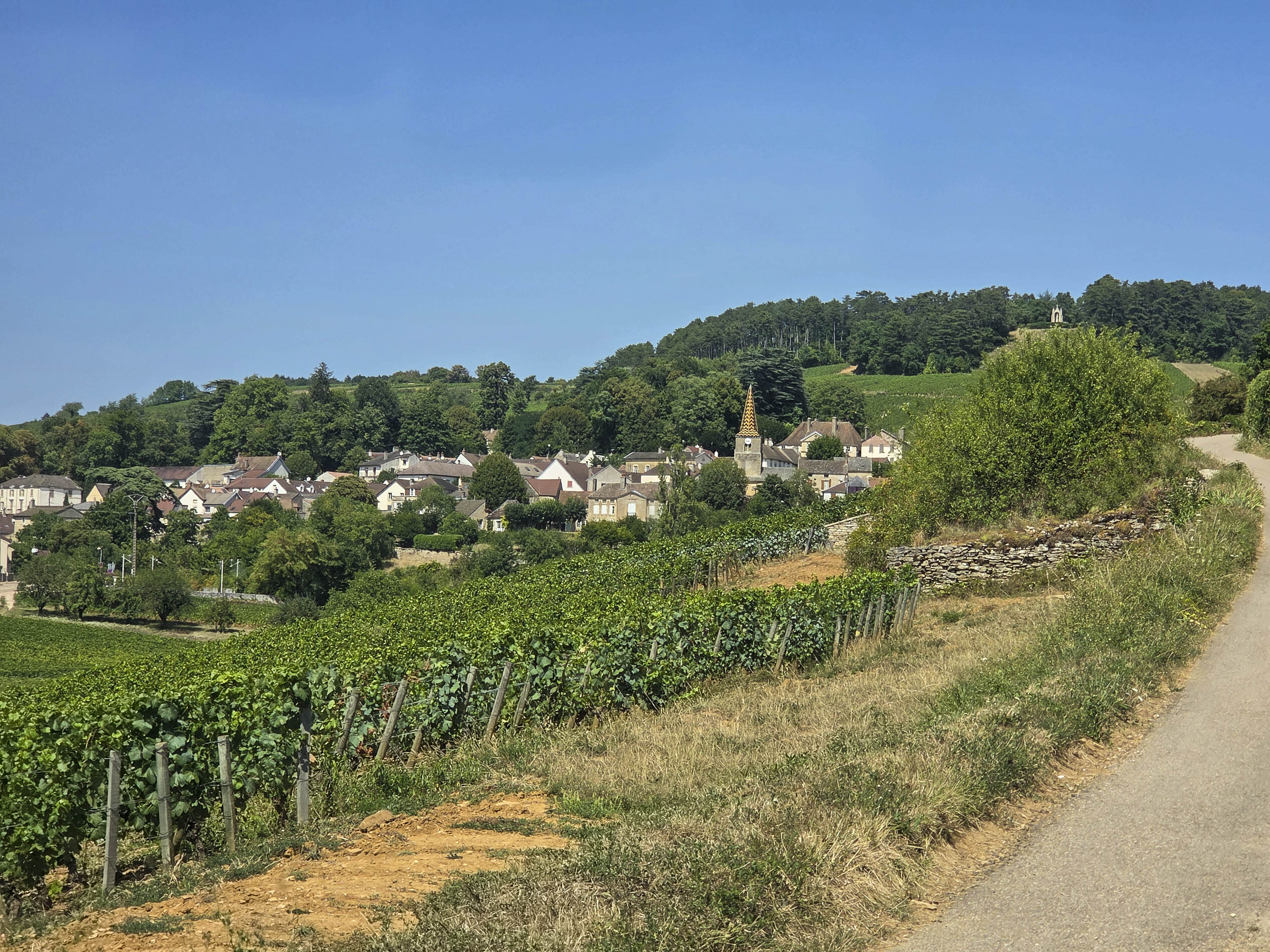
Le village.

### Climat
Pour des articles plus généraux, voir Climat de la Bourgogne-Franche-Comté et Climat de la Côte-d'Or.
En 2010, le climat de la commune est de type climat océanique dégradé des plaines du Centre et du Nord, selon une étude du Centre national de la recherche scientifique s'appuyant sur une série de données couvrant la période 1971-2000. En 2020, Météo-France publie une typologie des climats de la France métropolitaine dans laquelle la commune est exposée à un climat océanique altéré et est dans la région climatique  Bourgogne, vallée de la Saône, caractérisée par un bon ensoleillement (1 900 h/an), un été chaud (18,5 °C), un air sec au printemps et en été et des vents faibles. 
Pour la période 1971-2000, la température annuelle moyenne est de 10,5 °C, avec une amplitude thermique annuelle de 17,3 °C. Le cumul annuel moyen de précipitations est de 887 mm, avec 11,8 jours de précipitations en janvier et 7,5 jours en juillet. Pour la période 1991-2020, la température moyenne annuelle observée sur la station météorologique de Météo-France la plus proche, « Savigny Les Bea », sur la commune de Savigny-lès-Beaune à 3 km à vol d'oiseau, est de 11,9 °C et le cumul annuel moyen de précipitations est de 752,9 mm,. Pour l'avenir, les paramètres climatiques de la commune estimés pour 2050 selon différents scénarios d'émission de gaz à effet de serre sont consultables sur un site dédié publié par Météo-France en novembre 2022.

## Urbanisme

### Typologie
Au 1er janvier 2024, Pernand-Vergelesses est catégorisée commune rurale à habitat dispersé, selon la nouvelle grille communale de densité à 7 niveaux définie par l'Insee en 2022.
Elle est située hors unité urbaine. Par ailleurs la commune fait partie de l'aire d'attraction de Beaune, dont elle est une commune de la couronne,. Cette aire, qui regroupe 64 communes, est catégorisée dans les aires de 50 000 à moins de 200 000 habitants,.

### Occupation des sols
L'occupation des sols de la commune, telle qu'elle ressort de la base de données européenne d’occupation biophysique des sols Corine Land Cover (CLC), est marquée par l'importance des territoires agricoles (50,6 % en 2018), en augmentation par rapport à 1990 (48,9 %). La répartition détaillée en 2018 est la suivante : cultures permanentes (40,6 %), forêts (38 %), terres arables (6,8 %), milieux à végétation arbustive et/ou herbacée (6,8 %), zones urbanisées (4,5 %), zones agricoles hétérogènes (3,3 %). L'évolution de l’occupation des sols de la commune et de ses infrastructures peut être observée sur les différentes représentations cartographiques du territoire : la carte de Cassini (XVIIIe siècle), la carte d'état-major (1820-1866) et les cartes ou photos aériennes de l'IGN pour la période actuelle (1950 à aujourd'hui).

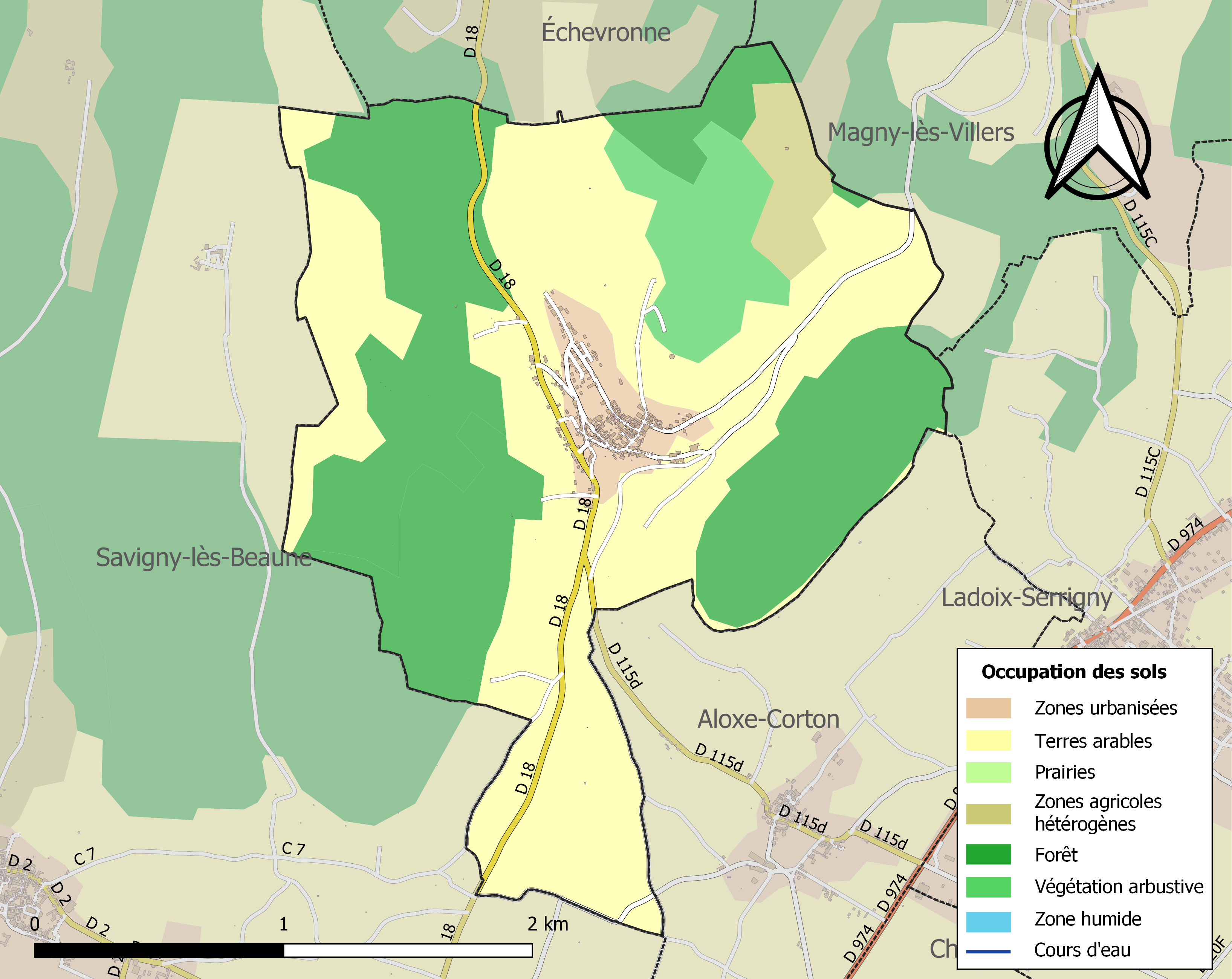
Carte des infrastructures et de l'occupation des sols de la commune en 2018 (CLC).

## Toponymie
Pernand : origine obscure, peut-être un gaulois parro-nantu (« à travers la vallée ») ou pario-nantu (« vallée du chaudron »).

Vergelesses : sans doute du nom propre latin Virgilius, Virgile.
Pernand devint Pernand-Vergelesses afin de faire profiter la commune de la renommée du cru élevé sur son territoire, le conseil municipal a demandé et obtenu l'adjonction du cru célèbre en 1822.[Quand ?]

## Politique et administration
| Période                                  | Période   | Identité            | Étiquette | Qualité |
| ---------------------------------------- | --------- | ------------------- | --------- | ------- |
| avant 1988                               | ?         | Bernard Potier      |           |         |
| mars 2001                                | mars 2008 | Roland Denis        |           |         |
| mars 2008                                | mars 2014 | Françoise Gay       |           |         |
| 2014                                     | 2020      | Jean Chevassut      |           |         |
| 2020                                     | En cours  | Gilles Arpaillanges |           |         |
| Les données manquantes sont à compléter. |           |                     |           |         |

## Population et société

### Démographie
L'évolution du nombre d'habitants est connue à travers les recensements de la population effectués dans la commune depuis 1793. Pour les communes de moins de 10 000 habitants, une enquête de recensement portant sur toute la population est réalisée tous les cinq ans, les populations de référence des années intermédiaires étant quant à elles estimées par interpolation ou extrapolation. Pour la commune, le premier recensement exhaustif entrant dans le cadre du nouveau dispositif a été réalisé en 2004.

En 2022, la commune comptait 240 habitants, en évolution de −3,23 % par rapport à 2016 (Côte-d'Or : +0,82 %, France hors Mayotte : +2,11 %).
| 1793 | 1800 | 1806 | 1821 | 1831 | 1836 | 1841 | 1846 | 1851 |
| ---- | ---- | ---- | ---- | ---- | ---- | ---- | ---- | ---- |
| 408  | 350  | 351  | 386  | 374  | 387  | 390  | 383  | 381  |

| 1856 | 1861 | 1866 | 1872 | 1876 | 1881 | 1886 | 1891 | 1896 |
| ---- | ---- | ---- | ---- | ---- | ---- | ---- | ---- | ---- |
| 386  | 377  | 393  | 381  | 383  | 406  | 400  | 354  | 316  |

| 1901 | 1906 | 1911 | 1921 | 1926 | 1931 | 1936 | 1946 | 1954 |
| ---- | ---- | ---- | ---- | ---- | ---- | ---- | ---- | ---- |
| 352  | 325  | 302  | 239  | 265  | 231  | 236  | 305  | 360  |

| 1962 | 1968 | 1975 | 1982 | 1990 | 1999 | 2004 | 2006 | 2009 |
| ---- | ---- | ---- | ---- | ---- | ---- | ---- | ---- | ---- |
| 272  | 253  | 289  | 334  | 320  | 310  | 292  | 283  | 262  |

| 2014 | 2019 | 2022 | - | - | - | - | - | - |
| ---- | ---- | ---- | - | - | - | - | - | - |
| 247  | 236  | 240  | - | - | - | - | - | - |

### Manifestations culturelles et festivités
Rencontres Jacques Copeau
Chaque année depuis 2013, ces rencontres rassemblent artistes, chercheurs, amateurs et passionnés pour une fête du théâtre mêlant causeries, débats, spectacles et dégustations. De nombreux étudiants et élèves des écoles de théâtre convergent de toute la France, de Suisse et d’ailleurs pour y participer.
Organisées par la Maison Jacques Copeau, ces rencontres se concentrent sur un thème qui éclaire des enjeux actuels du théâtre par l’Histoire et la pratique. Pendant trois jours, elles sont l’occasion d’échanger, de nouer des liens, de faire naître des rêves et des projets… 
Elles ont lieu entre la Maison Jacques Copeau, la salle Louis Pavelot et le Parquet de Bal (installation provisoire)…

## Culture locale et patrimoine

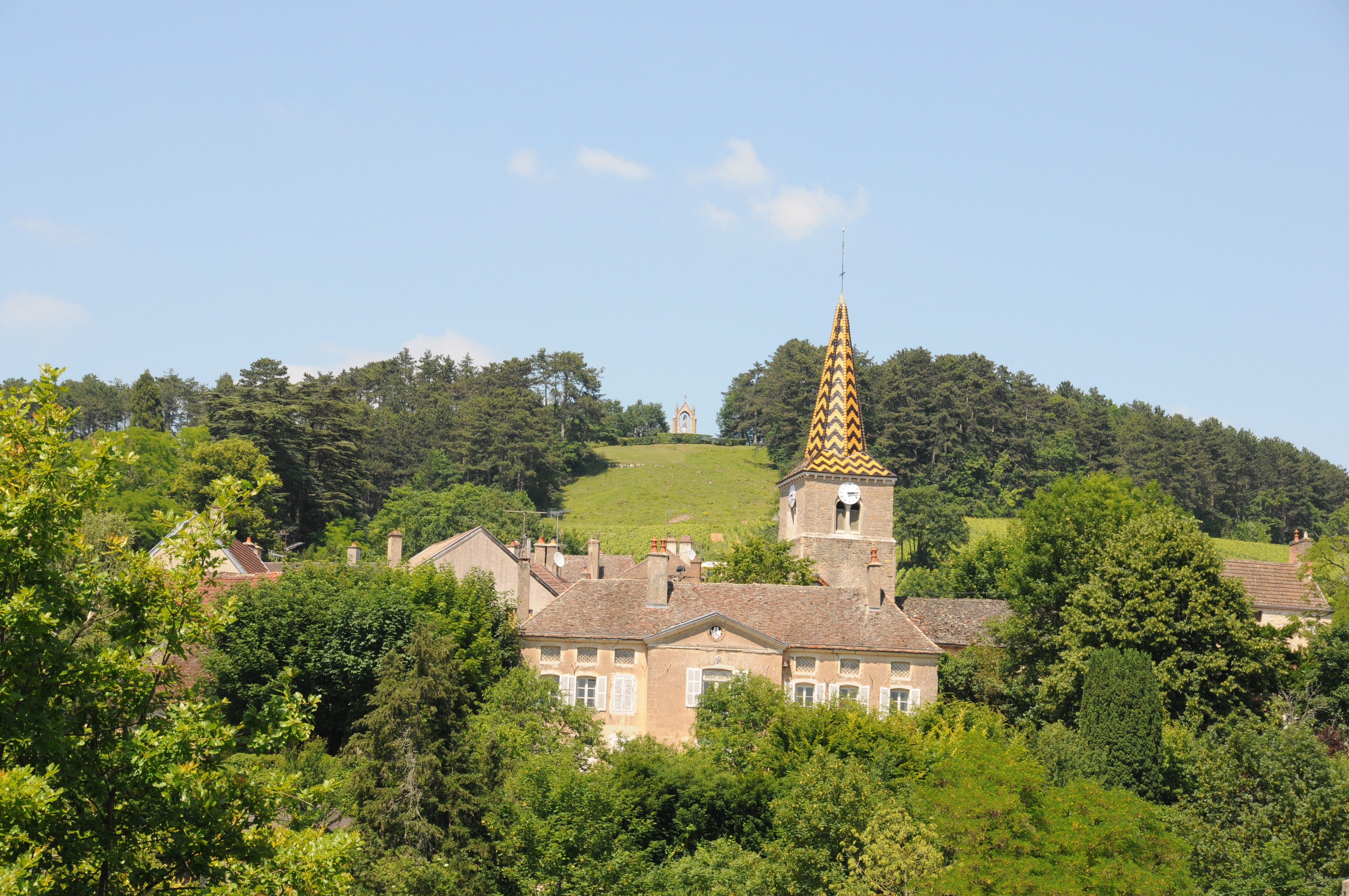
Maison de Jacques Copeau.

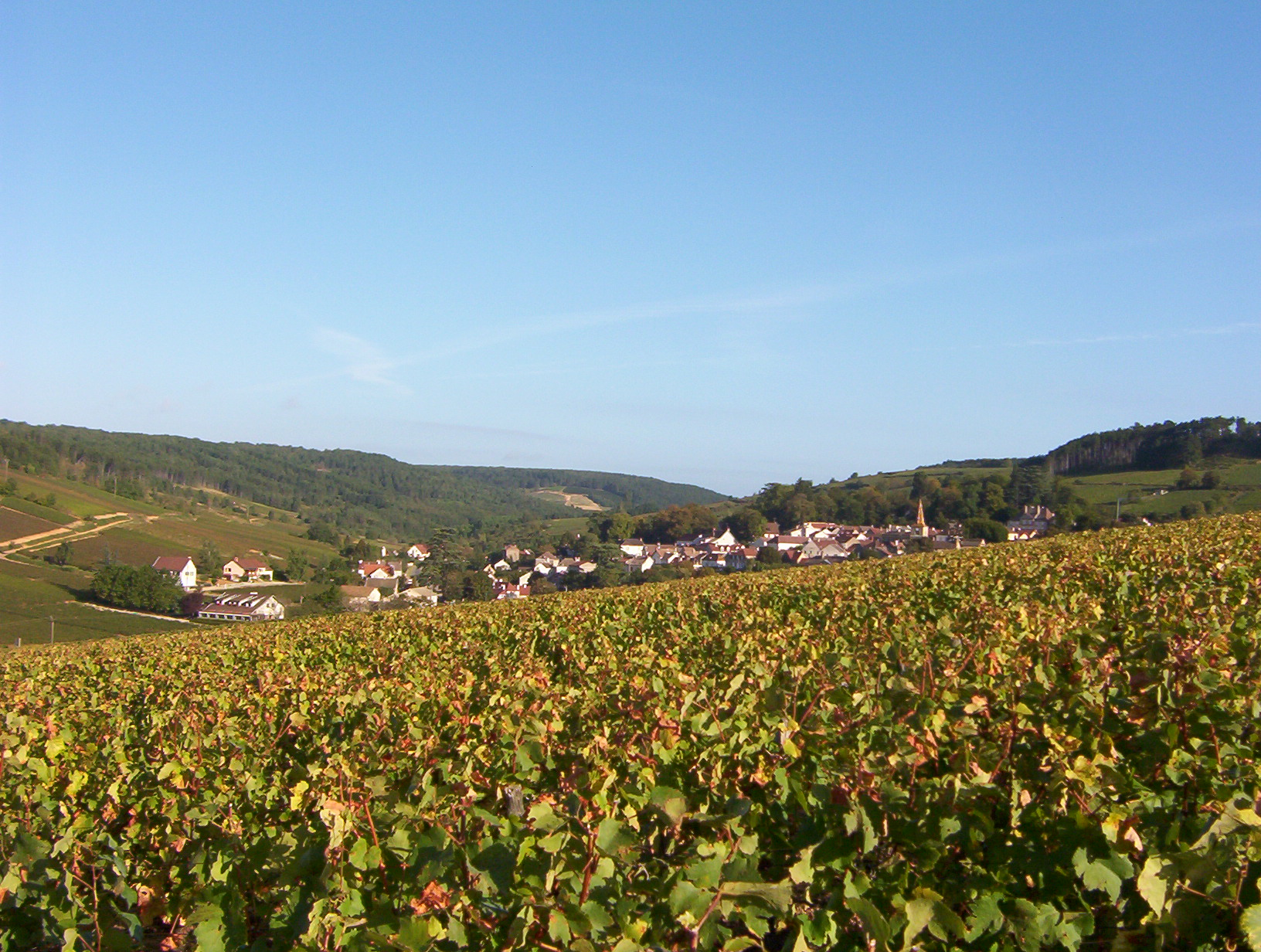
Pernand-Vergelesses vue des vignes du Domaine Bonneau du Martray.

### Lieux et monuments
- Église Saint-Germain, de style roman-byzantin. Les Amis de l'église veille à son entretien et sa restauration.
- La Maison Jacques-Copeau est inscrite à l'inventaire des Monuments Historiques.
- Un sentier des Cabottes a été fléché sur la commune.

### Personnalités liées à la commune
- Graeme Allwright y est inhumé.
- Jacques Copeau, fondateur du théâtre du Vieux-Colombier, se fixa au village avec sa compagnie en 1925.

### Héraldique
| Blason | Blasonnement : Coupé : au 1er d'or à l'aigle bicéphale couronnée de sable, au 2e d'azur au lion d'or. |